# Pteromalus larymna
Pteromalus larymna är en stekelart som beskrevs av Walker 1848. Pteromalus larymna ingår i släktet Pteromalus och familjen puppglanssteklar. Inga underarter finns listade i Catalogue of Life.